# Сейм Литовской Республики II созыва
Сейм Литовской Республики II созыва (лит. Antrasis Lietuvos Respublikos Seimas) — второй созыв парламента (Сейма), демократически избранный в Литве после провозглашения ею независимости 16 февраля 1918 года. Он остался единственным регулярным межвоенным сеймом, полностью отработавшим свой трёхлетний срок с мая 1923 по март 1926 года.

## История

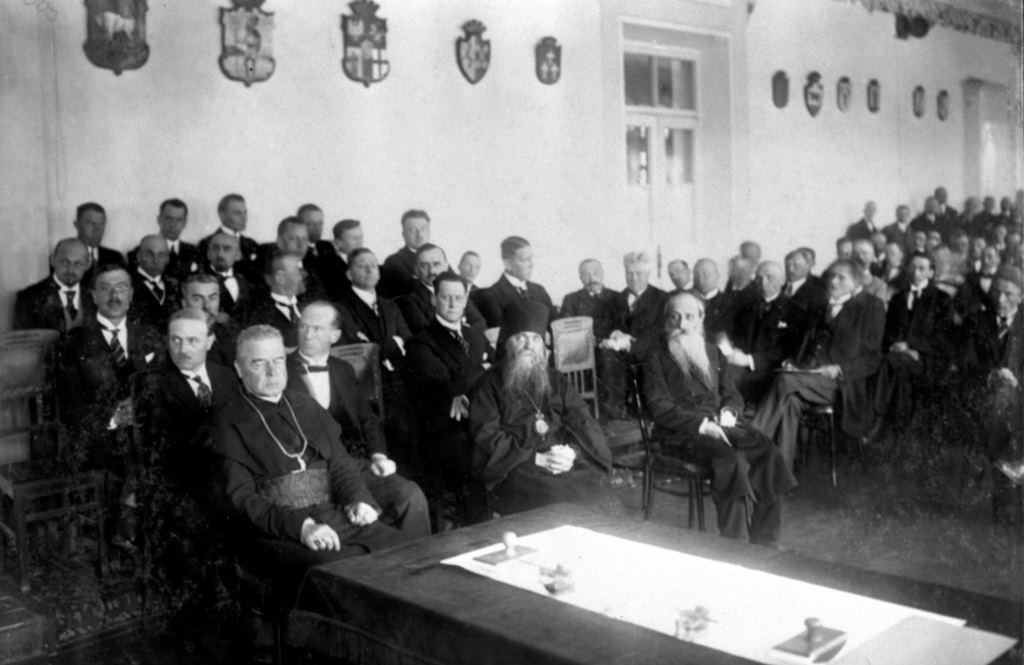
Открытие второго Сейма Литвы во Дворце Учредительного собрания в Каунасе.

Сейм I созыва, избранный осенью 1922 года, фактически был парализован, поскольку ни одна из его партий или коалиций не могли получить в нём большинства. Президент Александрас Стульгинскис был вынужден распустить его 12 марта 1923 года. Новые парламентские выборы состоялись в период с 12 по 13 мая 1923 года. По их итогам Литовская христианско-демократическая партия получили два дополнительных места в парламенте, которых хватило, чтобы дать им незначительное большинство. Сначала эта партия пыталась создать коалицию с Литовским крестьянским народным союзом. Последние требовали отмены военного положения, введённого во время Литовской войны за независимость, запрета политической агитации в церквях и трёх министерских портфелей в новом правительстве. Христианские демократы не были готовы выполнять их требования, и в июне 1924 года их коалиция распалась.
Христианские демократы переизбрали Стульгинскиса президентом Литвы, а Эрнестаса Гальванаускаса — премьер-министром. В новое правительство вошли два народника, занявших посты министров внутренних дел и транспорта. Однако правительство не было стабильным и было вынуждено уйти в отставку в июне 1924 года после распада коалиции с народниками. Новому кабинету во главе с Антанасом Туменасом удалось продержаться у власти всего семь месяцев. В январе 1925 года Витаутасу Петрулису было предложено сформировать новое правительство. Он ушел в отставку в сентябре 1925 года, когда согласился придать нейтральный статус реке Неман и разрешить международное движение по ней, что в первую очередь приносило пользу Польше, с которой Литва враждовала из-за Виленского края. Последний кабинет был сформирован Леонасом Бистрасом. Несмотря на очевидную политическую нестабильность, Сейму удалось поспособствовать установлению в стране некоторой экономической стабильности. Для Литвы после долгих лет Первой мировой войны и войны за независимость наконец настало мирное время. Сейм продолжил проводить земельную реформу, увеличил количество начальных и средних школ и разработал программы социальной поддержки населения.